# Brechtje van der Werf
Brechtje van der Werf es una deportista neerlandesa que compitió en vela en la clase Yngling. Ganó tres medallas en el Campeonato Europeo de Yngling entre los años 2006 y 2008.

## Palmarés internacional
| \| Campeonato Europeo \| Campeonato Europeo \| Campeonato Europeo \| Campeonato Europeo \| \| Año \| Lugar \| Medalla \| Clase \| \| ------------------ \| ------------------------ \| ------------------ \| ------------------ \| \| 2006 \| Medemblik (Países Bajos) \| Medalla de plata \| Yngling \| \| 2007 \| Warnemünde (Alemania) \| Medalla de plata \| Yngling \| \| 2008 \| Blanes (España) \| Medalla de bronce \| Yngling \| |                          |                   |         |
| Campeonato Europeo |                          |                   |         |
| Año | Lugar                    | Medalla           | Clase   |
| 2006 | Medemblik (Países Bajos) | Medalla de plata  | Yngling |
| 2007 | Warnemünde (Alemania)    | Medalla de plata  | Yngling |
| 2008 | Blanes (España)          | Medalla de bronce | Yngling |